# NGC 298
NGC 298 (другие обозначения — MCG −1-3-33, PGC 3250) — спиральная галактика (Sc) в созвездии Кита.
Этот объект входит в число перечисленных в оригинальной редакции «Нового общего каталога».
В 1986 году в галактике обнаружена вспышка сверхновой типа II, получившей обозначение SN1986K. Сверхновая была зарегистрирована с блеском 16,5m на момент 1 сентября 1986 года. Она находилась в 45" к востоку и в 3" к югу от ядра галактики. В первоначальном сообщении галактика представлена как анонимная, однако позже она была отождествлена с NGC 298. 
Галактика NGC 298 входит в состав группы галактик NGC 337. Помимо NGC 298 в группу также входят NGC 274, NGC 275 и NGC 337.